# Tarentelle styrienne
Tarentelle styrienne, ou Danse, est une pièce pour piano de Claude Debussy composée en 1890.

## Présentation
La Tarentelle styrienne est composée en 1890. Cédée par Claude Debussy à Antony Choudens le 31 janvier 1891, en compagnie de la Ballade slave et de la Valse romantique, l’œuvre est publiée par Choudens en 1891 sous le titre fantaisiste de Tarentelle styrienne, puis sous l'appellation Danse pour le piano par E. Fromont en 1903. La partition, en effet, ne rappelle pas particulièrement la tarentelle, « danse d'ailleurs parfaitement inconnue en Styrie ».
La pièce, dédiée à Mme Philippe Hottinger, est créée le 10 mars 1900 à Paris par Lucien Wurmser à la Société nationale de musique, salle Pleyel,,. 
L’œuvre connaît plusieurs transcriptions, pour violon et piano par Alberto Bachmann (it) (Fromont, 1912) ou pour violoncelle et piano par Ferdinando Ronchini (Fromont, 1914), notamment. 
La Tarentelle styrienne est en outre orchestrée par Maurice Ravel, en 1922. Cette version orchestrale, donnée en première audition aux Concerts Lamoureux en 1923 sous la direction de Paul Paray, a « également acquis une certaine popularité ». 

## Analyse
La Tarentelle styrienne est pour le musicologue Harry Halbreich « la meilleure et la plus originale, sans doute », des pièces de jeunesse de Debussy. Guy Sacre voit également l’œuvre comme « le fleuron de la demi-douzaine de pièces qui mènent à la Suite bergamasque ».
C'est un scherzo vif, en mi majeur, allegretto, de forme rondo ABACA. Avec ses triolets de « croches répétées et volubiles », la partition, « toute joie de vivre et saltation », évoque autant Chabrier que ne préfigure Masques, avec « ce même tournoiement, cette même coexistence capricieuse du 
 et du 
 ».
Dans l'écriture, Debussy « module ici avec une audacieuse aisance, entrelaçant librement septièmes et neuvièmes. Maintes successions d'accords annoncent l'avenir, et la couleur harmonique des mesures 104 et suivantes fait même penser de près à Pelléas ». Pour Sacre, la pièce « éclate de rythme et de couleur, avec une verve unique à cette époque dans la production pianistique de Debussy [...]. Mais elle ménage également des coins d'ombre et de silence, des chuchotements, des frémissements. L'harmonie abonde en trouvailles, comme ces tendres neuvièmes du second couplet (mes. 179), qui sourient dans un halo de pédale ». 
Pour Alfred Cortot, « avec la prestesse capricieuse, les coins de soleil d'ombre » de l'œuvre, « nous goûtons aussi par anticipation au plaisir bondissant du rythme qui animera la musique de Debussy d'une joie si neuve et si personnelle. Ce sont déjà les accents et les combinaisons de Collines d'Anacapri, de Masques, du Cake-walk de Children's Corner, et le dessin mélodique, tout en offrant une singulière analogie avec le thème de la Fantaisie pour piano et orchestre, qu'il reproduit presque littéralement, fait également prévoir la vive arabesque de la Danse de Puck ». 
La durée d'exécution moyenne de la pièce est de cinq minutes environ. 
Dans le catalogue des œuvres du compositeur établi par le musicologue François Lesure, la Tarentelle styrienne porte le numéro L 77 (69) .

## Discographie
- Debussy : Piano works Vol. 1, François-Joël Thiollier (piano), Naxos 8.553290, 1995[7].
- Debussy : Complete Works for Piano, Volume 2, Jean-Efflam Bavouzet (piano), Chandos Records CHAN 10443, 2007[8].
- Debussy : The Solo Piano Works, Noriko Ogawa (piano), BIS Records CD 1955/56, 2012[9].
- Debussy : Early and late piano pieces, Steven Osborne (piano), Hyperion Records CDA 68390, 2022[10].
- Claude Debussy : The complete works, CD 1, Aldo Ciccolini (piano), Warner Classics, 2018[11].